# Juliet Doherty
Juliet Doherty, née le 10 juin 1997 à Albuquerque (Nouveau-Mexique), est une danseuse, chorégraphe et actrice américaine.

## Biographie
Juliet est née le 10 juin 1997 au Nouveau-Mexique, sa mère Krista King-Doherty est professeur de danse et chorégraphe, issue d'une lignée de quatre générations de danseurs professionnels et son père Mark Doherty.
Ses parents dirigent l'école familiale, le Fishback Studio of the Dance. Cette institution crée en 1945 par ses arrière-grands-parents monsieur et madame Fishback, a été dirigéé par sa grand-mère Kathie Fishback-Anthony de 1980 à 2022. Son grand-père maternel, John King était aussi danseur.
Elle a deux sœurs, Kyra et Keely Doherty, qui a joué avec elle dans le film On Pointe.

## Carrière
Elle débuté la danse avec sa mère qui l'a formé au Fishback Studio of the Dance d'Albuquerque avant de rejoindre le San Francisco Ballet School.
Jeune, elle a remporté de nombreux prix. En 2012, elle décroche dans la catégorie junior, la médaille d'or de la prestigieuse compétition Youth America Grand Prix.
En 2014, elle fera de même dans la catégorie sénior.
Depuis, elle a participé à de nombreux ballets.

## Filmographie

### Cinéma

#### Longs métrages
- 2018 : Free Dance 2 (High Strung: Free Dance) de Michael Damian : Barlow
- 2018 : On Pointe (Driven to Dance) de Tati Elsher : Paige
- 2023 : Ballerine (The Red Shoes: Next Step) de Joanne Samuel et Jesse Ahern : Sam Cavanaugh
- 2025 : Ballerina (From the World of John Wick: Ballerina) de Len Wiseman : Tatiana

#### Courts métrages
- 2013 : The Portal de Michael Turney : Lily
- 2015 : Opid de Will Fryar : la danseuse
- 2021 : A year of Sundays de Jérémie Dameme : la danseuse
- 2021 : Trilogie (Trilogy) de Warren Elgort :

### Télévision

#### Séries télévisées
- 2019 : Strange Girl in a Strange Land (3 épisodes) : la gourmande
- 2020 : Lincoln : À la poursuite du Bone Collector (1 épisode) : Amélia âgée de 16 ans

#### Téléfilm
- 2019 : The Accompanist de Frederick Keeve : Isabella Holden

### Clips
- 2017 : Steven Universe: It's Over, Isn't It? de Tati Elsher : la danseuse
- 2024 : The Knocks: Stay Gold de Corey Wadden : Juliette